# Gordon (Texas)
Gordon è una città degli Stati Uniti d'America, situata nello Stato del Texas, nella Contea di Palo Pinto.